# Hlahol plzeňský
Hlahol plzeňský byl plzeňský spolek a smíšený pěvecký sbor působící v letech 1862–1962. Byl založen jako mužský sbor, v roce 1865 vznikla ženská sekce a v roce 1867 začal fungovat jako sbor smíšený. Sbor plnil až do roku 1948 klíčovou roli v plzeňském hudebním životě, významná byla i jeho ideová a společenská funkce v českém kulturním prostředí v Plzni. Spolek působil nejprve v prostorách spolku Měšťanská beseda ve Wankově ulici č. 5 (dnes Jungmannově ulici) a od roku 1901 v nově otevřené budově Měšťanské besedy v Kopeckého sadech.

## Historie
Prvním starostou představenstva byl zvolen Bedřich Gluth, vedení sboru se ujal Jan Sinkule, který připravil první samostatný koncert 25. března 1863 v Městském divadle.
Úspěšným obdobím byla doba desetiletého sbormistrování Hynka Pally od roku 1864. Palla značně rozšířil repertoár o díla národních autorů, byla určena jasná programová linie a v roce 1865 přibyla ženská složka za účelem provádění velkých kantátových děl (poprvé účinkovala v opeře Friedricha von Flotowa Marta).
V roce 1867 byl vytvořen sbor smíšený, čímž se plzeňský Hlahol stal jedním z prvních pěveckých spolků v českých zemích, který mohl provádět i skladby určené pro smíšený sbor. V této době byla jeho členkou také Eliška Krásnohorská, která nejen aktivně vystupovala jako členka sboru, ale rovněž rozepisovala noty pro jednotlivé hlasy a překládala pro sbor texty prováděných děl (např. Felixe Mendelssohna-Bartholdyho).
Po odchodu Hynka Pally za vedení Matěje Slezáka nastudoval sbor díla významných světových skladatelů, např. v roce 1875 Requiem Wolfganga Amadea Mozarta a v roce 1876 Requiem Giuseppe Verdiho. V roce 1881 byl pořízen a posvěcen spolkový prapor. Především však v tomto období začala významná spolupráce s Antonínem Dvořákem, který 6. a 7. dubna 1884 v Plzni řídil provedení svého oratoria Stabat Mater, 28. a 29. března 1885 provedl se sborem světovou premiéru své kantáty Svatební košile a 15. června 1888 v koncertní premiéře svou Mši D dur (Lužanskou). Premiéra Svatební košile byla významnou událostí, jíž se zúčastnila řada domácích i zahraničních hudebních kritiků.
V roce 1889 byla z podnětu plzeňského Hlaholu založena Plzeňská pěvecká župa Pallova, která sdružovala nejprve 5 západočeských pěveckých spolků, v roce 1909 již 14 spolků. 
Pod vedením Jindřicha Strnada získal sbor první místo v pěvecké sborové soutěži při Národopisné výstavě v Praze v roce 1895. Sbor uspěl s provedením děl Hynka Pally Má láska a České tance (2. řada).
Sbormistr Norbert Kubát z členů Hlaholu vybral čtyřiadvacet členů, z nichž vytvořil zájezdový mužský sbor, který s interpretací Pallových Českých tanců zvítězil v mezinárodních "pěveckých závodech" v Paříži a Bruselu v roce 1900. Tento takzvaný Pařížský odbor přijal jméno Smetana a od roku 1901 působil jako samostatný sbor.
Začátkem nového století hostoval Hlahol s velkými úspěchy ve Vídni a v roce 1904 se zúčastnil I. českého hudebního a pěveckého festivalu v Praze. K padesátému výročí založení se v březnu 1912 konaly velké oslavy, jejich součástí bylo uvedení Dvořákovy Svaté Ludmily. Při této příležitosti starosta města Václav Peták předal sboru zlatou plaketu města Plzně za zásluhy v umělecké oblasti.
Po první světové válce činnost spolku zdárně pokračovala, ale za hospodářské krize začátkem třicátých let začala upadat.
V roce 1937 začala se sborem spolupracovat poslední sbormistryně Anna Horníková, která posléze převzala jeho vedení. Založila velmi úspěšný dětský odbor nazvaný Plzeňští zpěváčci, který se v roce 1945 zúčastnil v Praze koncertů na oslavu konce války. Podařilo se jí zlepšit interpretační úroveň celého sboru, jejich vystoupení natáčel plzeňský rozhlas.
Po roce 1948 totalitní moc spolkový život systematicky potlačovala, docházelo k násilnému přiřazování spolků ke státním podnikům, Hlahol plzeňský byl přičleněn k Závodnímu klubu ROH Plzeňského pivovaru. Sbor zpíval repertoár poplatný době, mnozí členové odcházeli, aktivita sboru se utlumovala a v roce 1962, tedy 100 let od svého vzniku, svou činnost úplně ukončil.

## Seznam sbormistrů
- Jan Sinkule (1862–1863)
- Hynek Palla (1864–1874)
- Matěj Slezák (1874–1893)
- Jindřich Strnad (1894–1896)
- Václav Mladý (1897–1898)
- Norbert Kubát (1898–1914)
- František Krofta (1914–1930)
- Stanislav Suda ml. (1931–1933)
- František Burian (1933–1937)
- Emanuel Kumpera (1937–1939)
- Anna Horníková (1937–1962; za doby jejího působení vedli mužskou sekci sboru Bohumil Pexa (1943–1945), Jan Bareš (1945–1947) a Jan Jandovský (1947–1950))

Čestnými členy spolku byli Bedřich Smetana, Antonín Dvořák, Vítězslav Novák, Jindřich Jindřich, Josef Bohuslav Foerster, Karel Bendl ....